# Serie A3 (pallacanestro femminile)
La Serie A3 è stata dal 2012 al 2015 il terzo livello del campionato italiano di pallacanestro femminile. È nata nel 2012, sostituendo la Serie B d'Eccellenza. 
Nell'ultima edizione disputata, era divisa in tre gironi per un totale di 25 squadre. Alla fine della stagione regolare, le prime due classificate di ogni girone sono state ammesse in Serie A2 assieme alle vincitrici dei playoff per un totale di 9 promozioni.
Le restanti 16 formazioni sono state ammesse in Serie B.
Al termine della stagione agonistica 2014-2015 la Serie A3 ha cessato di esistere.

## Albo d'oro
| Edizione  | Girone A                       | Girone B                                 | Girone C                         | Ai play-off                                                               |
| 2012-2013 | GEAS                           | Vigarano                                 | Futura Brindisi                  | Pall. Torino Vicenza FeBa Civ. Marche                                     |
| 2013-2014 | Magika Alpo Basket             | Santa Marinella SRB Roma                 | -                                | Basket Carugate Stabia Basket                                             |
| 2014-2015 | Costa Unicef Use Scotti Empoli | Sistema Rosa Pordenone Progresso Bologna | Verga Palermo Stelle Marine Roma | Eco Program Castelnuovo S. BCB Finstral - AEW Bolzano Basket Girls Ancona |